# تپه اروج یری
تپه اروج یری مربوط به هزاره۱- دوران‌های تاریخی پس از اسلام است و در شهرستان نمین، بخش عنبران، روستای میناباد واقع شده و این اثر در تاریخ ۲۴ تیر ۱۳۸۲ با شمارهٔ ثبت ۹۱۵۸ به‌عنوان یکی از آثار ملی ایران به ثبت رسیده است.